# Iparjogvédelmi Szakértői Testület
Az Iparjogvédelmi Szakértői Testület (rövidítve: ISZT) a 270/2002. (XII. 20.) Korm. rendelettel 2003. január 1-jével létrehozott szervezet, amely  iparjogvédelmi jogvitás ügyekben illetve iparjogvédelmi kérdésekben szakértői véleményt ad bírósági vagy hatósági megkeresés vagy megbízás alapján. A Találmányi Szakértői Testület jogutódja. A rendelet előírásait azokra a megkeresésekre és megbízásokra kell alkalmazni, amelyek a hatálybalépést követően érkeznek a Szakértői Testülethez.  Az Iparjogvédelmi Szakértői Testület elnöke  Hajdú Judit, a Szellemi Tulajdon Nemzeti Hivatala korábbi műszaki elnökhelyettese (elődje 2010-ig Posteinerné Toldi Márta volt.)

## Története[4]
Az iparjogvédelem területén 1989-ben kezdte meg működését az első szakértői testület. Jogszabályi háttere a szolgálati találmányért járó díjazásról és a találmányokkal kapcsolatos egyéb intézkedésekről szóló 77/1989. (VII. 10.) MT rendelet, valamint az újításokról szóló 78/1989. (VII. 10.) MT rendelet volt, amely először tett említést arról, hogy az akkori Országos Találmányi Hivatal újítási és találmányi szakértői testülete szakértői véleményt ad olyan újítási díjazási ügyben, amelyben bírósági eljárás még nem indult.
A Találmányi Szakértői Testület felállításának jogi hátterét ezután teremtette meg a találmányok szabadalmi oltalmáról szóló 1995. évi XXXIII. törvény. E törvény  felhatalmazása  alapján adták ki a Találmányi Szakértői Testületről szóló a 79/1995. (XII. 29.) IKM rendeletet, amely e testület feladatkörébe sorolta az iparjogvédelemmel kapcsolatos valamennyi jogvitás ügyet.
A testület 2003. január 1-jétől új néven, Iparjogvédelmi Szakértői Testületként (ISZT) folytathatta működését az Szt. módosításáról szóló 2002. évi XXXIX. törvény alapján, amely az Szt. az ISZT-re vonatkozó keretszabályokat is megállapította. (E szabályok 2009-ben módosultak.
Az ISZT szervezetének és működésének részletes szabályait a 270/2002. (XII. 20.) Korm. rendelet határozza meg. (Módosította 2005-ben a 204/2005. (IX. 28.) Korm. rendelet.)

## Iparjogvédelmi jogvitás ügyek
- A rendelet alkalmazásában iparjogvédelmi jogvitás ügy
  - a) a szabadalmi oltalom, a növényfajta-oltalom, a használati mintaoltalom, a formatervezési mintaoltalom, a topográfiaoltalom, a védjegyoltalom és a földrajzi árujelzők oltalma;
  - b) a Polgári Törvénykönyv által védett és külön jogszabályok hatálya alá nem tartozó, társadalmilag széles körben felhasználható és közkinccsé nem vált szellemi alkotásokat megillető védelem;
  - c) a személyeket a vagyoni értékű gazdasági, műszaki és szervezési ismereteik és tapasztalataik (know-how) tekintetében megillető védelem, valamint
  - d) az a)-c) pontokban említett szellemi alkotások, ismeretek és tapasztalatok tekintetében a tisztességtelen versennyel és a fogyasztói döntések tisztességtelen befolyásolásával szemben a tisztességtelen piaci magatartás és a versenykorlátozás tilalmáról szóló törvény rendelkezéseiben biztosított védelem alapján fennálló jogok érvényesítésével összefüggő bármely jogvita.
- A rendelet alkalmazásában iparjogvédelmi kérdésnek minősül a fentiekben  meghatározott jogok gyakorlásával kapcsolatos bármely kérdés.

## A Szakértői Testület szervezete, tagjai és tisztségviselői
A Szakértői Testület tagjait az igazságügyi és rendészeti miniszter nevezi ki 5 éves időtartamra. A kinevezésre az SZTNH elnöke tesz javaslatot, amelynek összeállításához véleményt kér az érintett szakmai és érdekképviseleti szervezetektől.
A Szakértői Testület tagjának iparjogvédelmi szakértelemmel vagy az iparjogvédelemmel kapcsolatos tevékenységi területen szakismerettel rendelkező személy jelölhető.  A Szakértői Testület létszáma legfeljebb 50 fő lehet.
Az SZTNH elnöke – ha a Szakértői Testület működőképességének megőrzéséhez szükséges – az előírt 5 éves időtartam lejártát megelőzően is javasolhatja újabb testületi tagok kinevezését.
A Szakértői Testület elnökét és elnökségét az igazságügyi és rendészeti miniszter (az MSZH elnökének javaslatára) nevezi ki a Szakértői Testület tagjai közül. Az elnök és az elnökség kinevezése ötéves időtartamra szól.
Az elnökség 7 tagból áll; a Szakértői Testület elnöke hivatalból tagja az elnökségnek.
A Szakértői Testület titkárát a Szakértői Testület elnökével egyetértésben az SZTNH elnöke bízza meg az SZTNH köztisztviselői közül.
A Szakértői Testületet az elnök irányítja és képviseli. Távolléte vagy akadályoztatása esetén az elnökség általa kijelölt tagja helyettesíti. Az elnökség tagjai nem részesülnek díjazásban az elnökségben végzett munkájukkal összefüggésben.
A Szakértői Testületet az elnökön kívül az egyes ügyekben az eljáró tanács elnöke is képviselheti.
Az elnökség figyelemmel kíséri és értékeli a Szakértői Testület működését. Üléseit szükség szerint, de legalább évente egyszer a Szakértői Testület elnöke hívja össze.
A titkár feladata a Szakértői Testület ügyvitelének ellátása. Díjazását a Szakértői Testület elnökének javaslatára az SZTNH elnöke állapítja meg.

## A Szakértői Testület működése
A Szakértői Testület az elnökség által megállapított és az SZTNH elnöke által jóváhagyott ügyrend szerint működik.
A Szakértői Testületnek saját bevétele nincs; működésének feltételeiről és az ahhoz szükséges pénzügyi intézkedések megtételéről az SZTNH gondoskodik és köti meg a Szakértői Testület működéséhez szükséges szerződéseket.
A Szakértői Testület elnöke - az elnökség jóváhagyásával és az SZTNH elnökével egyetértésben - évente beszámol a Szakértői Testület tevékenységéről a miniszternek. Az éves beszámolót tájékoztatásul meg kell küldeni az SZTNH felett a Kormány nevében felügyeletet gyakorló miniszternek is.
A Szakértői Testület tagjainak névsorát, az ügyrendet, az éves beszámolót és - az eljáró tanács elnökének javaslatára, az SZTNH elnökének egyetértésével - a szakértői véleményt az SZTNH hivatalos lapjában (Szabadalmi Közlöny és Védjegyértesítő) kell közzétenni.
A Szakértői Testület pecsétje a Magyar Köztársaság címere Iparjogvédelmi Szakértői Testület körirattal.

## A Szakértői Testület eljárása
A Szakértői Testület nevében a szakértői véleményt 3 vagy 5 tagú szakértői tanács  alakítja ki szótöbbséggel. A Szakértői Testület elnöke jelöli ki - az ügy természetének megfelelően - az eljáró tanács tagjait, valamint közülük az ügy előadóját és az eljáró tanács elnökét.
Ha a szakértői vélemény kialakításához olyan különleges szakismeretre is szükség van, amellyel a Szakértői Testület tagjai nem rendelkeznek, tanácskozási joggal külső szakértő közreműködése is igénybe vehető.
A Szakértői Testület véleményének kialakításában nem vehet részt olyan személy, akivel szemben a Polgári Perrendtartás 178. §-a (1) bekezdésében meghatározott kizáró ok áll fenn. A Szakértői Testület elnöke hivatalból biztosítja, hogy kizárt szakértő ne vegyen részt a szakértői vélemény kialakításában.
A Szakértői Testülethez érkező bírósági vagy hatósági megkereséseket, illetve megbízásokat - a titkár által történő előkészítést követően - a Szakértői Testület elnöke fogadja el és igazolja vissza.
Bíróság vagy hatóság megkeresése esetén a szakértői vélemény elkészítéséért alapdíj, és ha az ügyben egynél több tanácsülés tartása szükséges, további ülésenként pótdíj számítható fel. E rendelet melléklete határozza meg az alapdíj és a pótdíj mértékét. A külső szakértő közreműködésének díja megegyezik az eljáró tanács előadó tagjának díjával.
A (2) bekezdés szerint meghatározott díjat a Szakértői Testület elnöke legfeljebb 50%-kal megemelheti, ha azt az ügy bonyolultsága indokolja.
A Szakértői Testületnek adott bírósági vagy hatósági megkeresés visszaigazolásában meg kell jelölni a díjnak az eset körülményeinek figyelembevételével meghatározott összegét, amelyet a Szakértői Testület nevében eljáró tanács által elkészített szakértői vélemény megküldése után kell megfizetni.
A Szakértői Testületnek adott egyéb megbízás visszaigazolásában meg kell jelölni a díjnak az eset körülményeinek figyelembevételével meghatározott összegét, amelynek megfizetését követően a Szakértői Testület nevében az eljáró tanács elkészíti a szakértői véleményt.
A Szakértői Testület a feltett kérdések és benyújtott iratok alapján alakítja ki a szakértői véleményt, a tények megállapítására nem végez külön bizonyítást, nem tart helyszíni szemlét és nem idézhető. Szükség esetén azonban további adatok szolgáltatását kérheti a megkereső bíróságtól vagy hatóságtól, illetve a megbízótól.
Az eljáró tanács zárt ülésen alakítja ki a szakértői véleményt. Az ülésről jegyzőkönyv készül, amelyet a jegyzőkönyvvezető és az eljáró tanács elnöke ír alá.
Az eljáró tanács elnökének felterjesztésére a Szakértő Testület írásba foglalt szakértői véleményét és a rendelkezésre bocsátott iratokat a Szakértő Testület elnöke megküldi a megkereső bíróságnak vagy hatóságnak, illetve a megbízónak.
Az eljáró tanács tagjai független szakértőként járnak el. A szakértői vélemény tartalmát illetően nem kérhetnek és nem fogadhatnak el utasításokat sem a Szakértő Testület elnökétől, elnökségétől, sem más személytől. Ha azonban a Szakértő Testület elnöke megállapítja, hogy az eljáró tanács nem válaszolt a megkereső bíróság vagy más hatóság, illetve a megbízó által feltett bármely olyan kérdésre, amelyre vonatkozóan a szakértői vélemény megadása a Szakértő Testület hatáskörébe tartozik, a szakértői vélemény kiegészítésére kérheti az eljáró tanácsot.